# Obesotoma solida
Obesotoma solida é uma espécie de gastrópode do gênero Obesotoma, pertencente a família Mangeliidae.